# Балор
Балор (др.‑ирл. Balor) — в ирландской мифологии хтонический противник бога Луга и предводитель фоморов, противостоящих древним жителям Ирландии. Фоморы правили Ирландией до Племён богини Дану. Балор был побеждён потомком Дану по имени Луг, являвшимся также и внуком самого Балора.

## Этимология
Этимология чаще всего связывается с индоевропейским глаголом «сверкать, светлый» (*bhel), что находится в некотором противоречии функциональному характеру этого персонажа. По мнению В. П. Калыгина, предпочтительнее представляется сближение его с именем балтийской богини смерти Гильтине (лит. giltine; латыш. giltens, dziltine) и соответственно с индоевропейским глаголом «колоть, ранить, убивать». Этот корень представлен в кельтских языках в др.‑ирл. at-bail — «умирает», в названии календарного праздника Белтейн (Beltaine). Имеют место попытки соотнесения Балора с Беллерофонтом (буквально «убийца Беллера») и другими змееборческими мифами (борьба Громовержца со Змеем). По мнению лингвиста А. Ф. Журавлёва, этимология, связанная с «сиянием, блеском», не противоречит функциям хтонического и деструктивного персонажа. В древнейшей версии сказания, изданной кельтологом У. Стоуксом, имя Балора появляется в нескольких вариантах: Balor — 4 раза, Вolor — 1 раз, Balur — 2 раза.

## Мифология
Балор имел прозвище «Дурной Глаз», потому что взгляд его единственного глаза мог убить подобно молнии. Он мог сразить целое войско своим смертоносным взглядом: «Против горсти бойцов не устоять было многотысячному войску, глянувшему в этот глаз».
В детстве Балор заглянул в окно дома своего отца Дота, когда там готовили какое-то колдовское зелье, и ядовитые пары от этого варева попали ему в глаз, вследствие чего тот настолько пропитался ядом, что его взгляд стал смертоносным для окружающих. Боги сохранили Балору жизнь при условии, что его смертоносный глаз всегда будет закрыт. Однако в дни решающих битв Балор становился напротив врагов, поднимал веко на своем страшном глазе и таким образом истреблял всё, на что устремлялся его взор. По легенде, веко его глаза было настолько тяжелым и огромным, что его могли приподнять лишь несколько сильных мужчин.
Зная от друидов о существовании пророчества, предрекавшего, что он погибнет от руки собственного внука, Балор следил за тем, чтобы к его дочери, Этлинн, не смел приблизиться никто из мужчин, и заточил её в Стеклянной Башне на острове Тори у северо-западного побережья Ирландии или, по другой версии — в пещере. Однако Киану, сыну бога-врачевателя Диан Кехта, удалось проникнуть в обитель Этлин и овладеть ею. Легенды по-разному рассказывают о том, родила ли ему Этлинн одного ребёнка или целую тройню. Версия, повествующая о появлении на свет тройняшек, упоминает о том, что Балор бросил детей в море, но одному из них удалось спастись. Этлинн поспешила отослать спасенного ребёнка к Киану, и со временем пророчество о гибели Балора от руки его внука бога Луга сбылось.
Описание сражения Балора с Лугом во второй битве при Маг Туиред, приводится в ирландской саге «Битва при Маг Туиред»:
И сошёлся Луг с Балором в схватке.
— Поднимите мне веко, о воины, — молвил Балор, — дабы поглядел я на болтуна, что ко мне обратился. Когда же подняли веко Балора, метнул Луг камень из своей пращи и вышиб глаз через голову наружу, так что воинство самого Балора узрело его. Пал этот глаз на фоморов, и трижды девять из них полегли рядом…
Фоморов в этом сражении погибло больше, чем звезд на небе, песчинок на морском берегу, снежных хлопьев зимой, травинок, истоптанных копытами белого скакуна Мананнана Мак Лира, или волн на море, когда разгуляется буря. Победа в этой битве ознаменовала приход к власти поколения молодых богов из Племен богини Дану.
О поединке Луга с Балором рассказывают также сохранившиеся до наших дней устные предания. В них говорится, что побежденный Балор предложил Лугу отрубить ему голову и поставить её на свою, чтобы тот смог перенять его силу. Луг водружает голову Балора на камень, и камень раскалывается на четыре куска: такой сильный яд вытекал из головы короля фоморов, а на месте, где стоял камень разливается озеро.

## Параллели
Известен его валлийский аналог — Исбаддаден Повелитель Великанов (Yspadadden Penkawr). У него были настолько огромные и тяжёлые веки, что их приходилось поднимать металлическими подпорками, чтобы он мог хоть что-то увидеть. Он был отцом Олвен, руки которой упорно добивался Килух. Испаддадену, как и Балору, было известно что, после того как его дочь выйдет замуж, ему самому вскоре суждено умереть. В Ирландии есть другие известные варианты этой мифологемы — поединок Финна Маккула и Голла (Одноглазого). В Ирландии до сир пор сохранилась память о Балоре; так выражение «глаз Балора», имеющее место в ирландском фольклоре, соответствует понятию «дьявольский глаз», распространенной в других культурах. Сохранились предания о Балар Бейманн, или «Балоре Могучий Удар».
Ж. Дюмезиль, а за ним и другие исследователи компаративисты связывали пару богов Балор — Нуаду в ирландской мифологической традиции с римскими и германскими мифологемами (одноглазый и однорукий боги, Тюр и Один).
Этнограф Н. Ф. Сумцов отметил, что тяжёлое веко и смертоносный взгляд Балора напоминает гоголевского Вия.